# Skuggliljesläktet
Skuggliljesläktet (Tricyrtis) är ett släkte i familjen liljeväxter, med cirka 15 arter från Asien. Flera odlas som trädgårdsväxter i Sverige.
De är fleråriga örter med jordstam. Stjälkarna är enkla eller sparsamt grenade, bladbesatta. Bladen sitter strödda, ibland i två rader, de är skaftlösa och ofta något veckade. Blommorna är tvåkönade och sitter i en gles klase. De är ofta fläckiga i purpur. Kalkbladen är sex och de yttre tre har nektargömmen vid basen. Ståndarna är sex och böjer sig utåt i spetsarna. Pistillen är ensam och har ett stort, treflikigt märke. Frukten är en trerumig kapsel med platta frön.

### Webbkällor
- Svensk Kulturväxtdatabas